# Học viện Nghệ thuật ở Szczecin
Học viện Nghệ thuật ở Szczecin là một cơ sở đào tạo công lập của Nhà nước Ba Lan, được thành lập năm 2010, có trụ sở tại số 2 Orła Białego, thành phố Szczecin. Đây là cơ sở có sự kết hợp đào tạo giữa âm nhạc với nghệ thuật trực quan.

## Lịch sử của Học viện
Học viện Nghệ thuật ở Szczecin được thành lập vào ngày 1 tháng 9 năm 2010 theo Quyết định của Bộ trưởng Bộ Giáo dục Ba Lan. Với chức năng là đào tạo Cử nhân và Thạc sĩ âm nhạc và nghệ thuật trực quan.

## Ban giám hiệu[3]
- Hiệu trưởng: Giáo sư, Tiến sĩ khoa học Dariusz Dyczewski
- Phó hiệu trưởng phụ trách Giảng dạy, Khoa học và Phát triển: Giáo sư, Tiến sĩ khoa học Bartłomiej Otocki
- Phó Hiệu trưởng phụ trách Nghệ thuật, Sinh viên và Hợp tác Quốc tế: Giáo sư, Tiến sĩ khoa học Waldemar Wojciechowski

## Cơ cấu các Khoa

### Đại học Nghệ thuật âm nhạc[4]

#### Khoa Giáo dục Âm nhạc
- Giáo dục nghệ thuật trong lĩnh vực âm nhạc Nghệ thuật chuyên môn:
  - Giáo dục Âm nhạc
  - Giáo dục Âm nhạc - Âm nhạc Nhà thờ
  - Giáo dục Âm nhạc - Ứng xử Hợp xướng
  - Sư phạm Âm nhạc - Chỉ huy hợp xướng, chuyên môn: chỉ huy dàn nhạc gió
  - Giáo dục âm nhạc, chuyên môn: ban nhạc jazz
  - Giảng dạy các môn âm nhạc tổng hợp tại trường âm nhạc

#### Khoa thanh nhạc
- chuyên ngành Thanh nhạc, chuyên ngành: Hát đơn

### Đại học Nghệ thuật trực quan[5]

#### Khoa Thiết kế nội thất
- Chuyên ngành Thiết kế Nội thất:
  - Kiến trúc nội thất và không gian ảo
  - Nội thất và hình thức không gian

#### Khoa Đồ họa
- Chuyên ngành đồ họa:
  - Đồ họa thiết kế
  - Đồ họa tương tác
  - Đồ họa nghệ thuật

#### Khoa Nghệ thuật Truyền thông
- Chuyên ngành Nghệ thuật Truyền thông:
  - Nghệ thuật Truyền thông và Hoạt hình
  - Nhiếp ảnh
  - Phim thử nghiệm

#### Khoa Thiết kế
- Chuyên ngành thiết kế:
  - Giao tiếp trực quan và trò chơi máy tính
  - Thiết kế thời trang
  - Thiết kế sản phẩm